# Cheng Kwok Fai
Cheng Kwok Fai es un deportista hongkonés que compitió en vela en la clase Mistral. Ganó una medalla de oro en el Campeonato Mundial de Mistral de 2006.

## Palmarés internacional
| \| Campeonato Mundial \| Campeonato Mundial \| Campeonato Mundial \| Campeonato Mundial \| \| Año \| Lugar \| Medalla \| Clase \| \| ------------------ \| ------------------ \| ------------------ \| ------------------ \| \| 2006 \| Shenzhen (China) \| Medalla de oro \| Mistral \| |                  |                |         |
| Campeonato Mundial |                  |                |         |
| Año | Lugar            | Medalla        | Clase   |
| 2006 | Shenzhen (China) | Medalla de oro | Mistral |